# Estrées (Nord)
Estrées – miejscowość i gmina we Francji, w regionie Hauts-de-France, w departamencie Nord.
Według danych na rok 1990 gminę zamieszkiwało 1027 osób, a gęstość zaludnienia wynosiła 176 osób/km² (wśród 1549 gmin regionu Nord-Pas-de-Calais Estrées plasuje się na 551. miejscu pod względem liczby ludności, natomiast pod względem powierzchni na miejscu 608.).